# Übersicht der Listen der Naturdenkmale im Landkreis Birkenfeld
Die Übersicht der Listen der Naturdenkmale im Landkreis Birkenfeld nennt die Listen und die Anzahl der Naturdenkmale in den Städten und Gemeinden im rheinland-pfälzischen Landkreis Birkenfeld. Die Listen enthalten 94 im Landschaftsinformationssystem der Naturschutzverwaltung Rheinland-Pfalz verzeichnete sowie 4 weitere Naturdenkmale.

## Verbandsgemeinde Baumholder
In den 14 verbandsangehörigen Gemeinden der Verbandsgemeinde Baumholder sind insgesamt 33 Naturdenkmale verzeichnet.
| Ort                         | Naturdenkmalliste                                      | Gesamtanzahl Naturdenkmale |
| --------------------------- | ------------------------------------------------------ | -------------------------- |
| Baumholder                  | Liste der Naturdenkmale in Baumholder                  | 3                          |
| Berschweiler bei Baumholder | Liste der Naturdenkmale in Berschweiler bei Baumholder | 1                          |
| Frauenberg                  | Liste der Naturdenkmale in Frauenberg (Nahe)           | 1                          |
| Leitzweiler                 | Liste der Naturdenkmale in Leitzweiler                 | 1                          |

In Berglangenbach, Eckersweiler, Fohren-Linden, Hahnweiler, Heimbach, Mettweiler, Reichenbach, Rohrbach, Rückweiler und Ruschberg sind keine Naturdenkmale verzeichnet.

## Verbandsgemeinde Birkenfeld
In den 31 verbandsangehörigen Gemeinden der Verbandsgemeinde Birkenfeld sind insgesamt 36 Naturdenkmale verzeichnet. Weitere 4 sind aus anderer Quelle belegt.
| Ort                   | Naturdenkmalliste                                      | Gesamtanzahl Naturdenkmale |
| --------------------- | ------------------------------------------------------ | -------------------------- |
| Abentheuer            | Liste der Naturdenkmale in Abentheuer                  | 2 (+3)                     |
| Achtelsbach           | Liste der Naturdenkmale in Achtelsbach                 | 1                          |
| Birkenfeld            | Liste der Naturdenkmale in Birkenfeld                  | 5                          |
| Brücken               | Liste der Naturdenkmale in Brücken (bei Birkenfeld)    | 0 (+1)                     |
| Buhlenberg            | Liste der Naturdenkmale in Buhlenberg                  | 1                          |
| Dambach               | Liste der Naturdenkmale in Dambach (bei Birkenfeld)    | 1                          |
| Dienstweiler          | Liste der Naturdenkmale in Dienstweiler                | 1                          |
| Elchweiler            | Liste der Naturdenkmale in Elchweiler                  | 1                          |
| Ellenberg             | Liste der Naturdenkmale in Ellenberg (Rheinland-Pfalz) | 1                          |
| Gimbweiler            | Liste der Naturdenkmale in Gimbweiler                  | 1                          |
| Gollenberg            | Liste der Naturdenkmale in Gollenberg (bei Birkenfeld) | 1                          |
| Hattgenstein          | Liste der Naturdenkmale in Hattgenstein                | 1                          |
| Leisel                | Liste der Naturdenkmale in Leisel                      | 3                          |
| Meckenbach            | Liste der Naturdenkmale in Meckenbach (bei Birkenfeld) | 1                          |
| Niederhambach         | Liste der Naturdenkmale in Niederhambach               | 1                          |
| Oberbrombach          | Liste der Naturdenkmale in Oberbrombach                | 3                          |
| Oberhambach           | Liste der Naturdenkmale in Oberhambach                 | 4                          |
| Rinzenberg            | Liste der Naturdenkmale in Rinzenberg                  | 3                          |
| Rötsweiler-Nockenthal | Liste der Naturdenkmale in Rötsweiler-Nockenthal       | 2                          |
| Schwollen             | Liste der Naturdenkmale in Schwollen                   | 1                          |
| Sonnenberg-Winnenberg | Liste der Naturdenkmale in Sonnenberg-Winnenberg       | 1                          |
| Wilzenberg-Hußweiler  | Liste der Naturdenkmale in Wilzenberg-Hußweiler        | 1                          |

In Börfink, Ellweiler, Hoppstädten-Weiersbach, Kronweiler, Niederbrombach, Nohen, Rimsberg, Schmißberg und Siesbach sind keine Naturdenkmale verzeichnet.

## Verbandsgemeinde Herrstein-Rhaunen
In den 50 verbandsangehörigen Gemeinden der Verbandsgemeinde Herrstein sind insgesamt 51 Naturdenkmale verzeichnet.
| Ort                   | Naturdenkmalliste                                          | Gesamtanzahl Naturdenkmale |
| --------------------- | ---------------------------------------------------------- | -------------------------- |
| Allenbach             | Liste der Naturdenkmale in Allenbach                       | 2                          |
| Bergen                | Liste der Naturdenkmale in Bergen (bei Kirn)               | 4                          |
| Berschweiler bei Kirn | Liste der Naturdenkmale in Berschweiler bei Kirn           | 1                          |
| Bollenbach            | Liste der Naturdenkmale in Bollenbach                      | 1                          |
| Breitenthal           | Liste der Naturdenkmale in Breitenthal (Hunsrück)          | 1                          |
| Gerach                | Liste der Naturdenkmale in Gerach (bei Idar-Oberstein)     | 1                          |
| Griebelschied         | Liste der Naturdenkmale in Griebelschied                   | 1                          |
| Hausen                | Liste der Naturdenkmale in Hausen (Hunsrück)               | 2                          |
| Herrstein             | Liste der Naturdenkmale in Herrstein                       | 2                          |
| Hintertiefenbach      | Liste der Naturdenkmale in Hintertiefenbach                | 3                          |
| Kempfeld              | Liste der Naturdenkmale in Kempfeld                        | 2                          |
| Kirschweiler          | Liste der Naturdenkmale in Kirschweiler                    | 1                          |
| Krummenau             | Liste der Naturdenkmale in Krummenau (Hunsrück)            | 2                          |
| Langweiler            | Liste der Naturdenkmale in Langweiler (bei Idar-Oberstein) | 2                          |
| Mörschied             | Liste der Naturdenkmale in Mörschied                       | 2                          |
| Niederhosenbach       | Liste der Naturdenkmale in Niederhosenbach                 | 1                          |
| Rhaunen               | Liste der Naturdenkmale in Rhaunen                         | 4                          |
| Schauren              | Liste der Naturdenkmale in Schauren (bei Idar-Oberstein)   | 2                          |
| Schmidthachenbach     | Liste der Naturdenkmale in Schmidthachenbach               | 2                          |
| Sensweiler            | Liste der Naturdenkmale in Sensweiler                      | 1                          |
| Sien                  | Liste der Naturdenkmale in Sien                            | 5                          |
| Sonnschied            | Liste der Naturdenkmale in Sonnschied                      | 2                          |
| Stipshausen           | Liste der Naturdenkmale in Stipshausen                     | 2                          |
| Veitsrodt             | Liste der Naturdenkmale in Veitsrodt                       | 2                          |
| Wickenrodt            | Liste der Naturdenkmale in Weiden (Landkreis Birkenfeld)   | 1                          |
| Wickenrodt            | Liste der Naturdenkmale in Wickenrodt                      | 1                          |
| Wirschweiler          | Liste der Naturdenkmale in Wirschweiler                    | 1                          |

In Asbach, Bruchweiler, Bundenbach, Dickesbach, Fischbach, Gösenroth, Hellertshausen, Herborn, Hettenrodt, Horbruch, Hottenbach, Mackenrodt, Mittelreidenbach, Niederwörresbach, Oberhosenbach, Oberkirn, Oberreidenbach, Oberwörresbach, Schwerbach, Sienhachenbach, Sulzbach, Vollmersbach und Weitersbachsind keine Naturdenkmale verzeichnet.

## Idar-Oberstein
In der verbandsfreien Stadt Idar-Oberstein ist 1 Naturdenkmal verzeichnet.